# Евдокимов, Николай Иванович
Граф (с 17 апреля 1859) Николай Иванович Евдокимов (1804, станица Наурская, Терская область, Российская империя — 23 мая [4 июня] 1873, Пятигорск, Терская область, Российская империя) — русский военачальник, один из главных героев Кавказской войны, генерал от инфантерии (19 февраля 1864), генерал-адъютант (6 августа 1859).

## Биография
Отец Николая Ивановича, Иван Евдокимов в высокие чины не вышел, но в жизни преуспел. Николай Иванович родился в 1804 году, в станице Наурской, в бедной семье фейерверкера Ивана Евдокимова и донской казачки Дарьи Савельевны. Его отец был крестьянином Уфимской губернии, в 1784 году взят по набору рекрутом, в 1813 году произведён за выслугу лет в прапорщики и назначен начальником артиллерии гарнизона в укреплении Темнолесском. В этом глухом уголке Кавказа провел своё детство в суровой обстановке будущий граф Евдокимов. Родители дали ему крепкое здоровье, природный ум и обучили его грамоте и счетоводству.
В 16 лет Евдокимов поступил вольноопределяющимся в Тенгинский пехотный полк и свыше трёх лет прослужил нижним чином. Случай помог ему выдвинуться. Однажды Евдокимов в чём-то провинился и ожидал строгого наказания; рота, в которой он служил, находилась в составе отряда, прикрывавшего поселения Кавказских Минеральных Вод от ожидавшегося нападения черкесов. Удручённый своей провинностью, Евдокимов решил искупить её отчаянным подвигом. Не говоря никому ни слова, Евдокимов переоделся байгушем (нищим) и самовольно ушёл на разведку в горы, где пробыл свыше двух дней, подвергаясь страшным опасностям. На третий день Евдокимов явился с повинной к своему ротному командиру и доложил ему о местонахождении и силах черкесов. Ему было поручено вести отряд, который и нанес горцам решительное поражение. За этот подвиг Евдокимов в 1824 году был произведён в прапорщики с переводом в Куринский пехотный полк, расположенный тогда в Дербенте. Начавшаяся в 1826 году война с Персией ещё более выдвинула Евдокимова, но его первым серьёзным боевым опытом было участие в экспедициях против Кази-Муллы в 1830—1831 годах, во время которых он особенно выделился своей храбростью и распорядительностью при кровопролитном штурме укреплённого урочища Чумкесент, в сражении при Тарках, при обороне крепости Бурной и в бою под Дербентом. В бою под Тарками Евдокимов, командуя взводом куринцев, овладел красным знаменем Кази-Муллы и был ранен пулей, попавшей под левый глаз и прошедшей через голову. Узнав во время лечения, что Кази-Мулла осаждает Дербент, Евдокимов решил во что бы то ни стало присоединиться к полку. На простой рыбачьей лодке пустился он с двумя нижними чинами в открытое море; обманув бдительность горцев, высадился на берег и, случайно избегнув плена, пробрался сквозь цепь горских постов и явился в полк.
Отчаянный подвиг Евдокимова обратил на него общее внимание. Ему было объявлено Высочайшее благоволение, и он был награждён орденом Святой Анны 3-й степени. За его рану горцы впоследствии прозвали Евдокимова Уч-Гезом, то есть трёхглазым, в переносном смысле — «прозревающим мысли и сердца». В 1834 году Евдокимов был произведён в поручики и переведён в Апшеронский пехотный полк, с которым участвовал во множестве дел и, между прочим, в штурмах укреплённых аулов Гимры и Гоцатль, а в деле при Ашильтинском мосту был контужен. За отличия Евдокимов в 1837 году был произведён в штабс-капитаны и пожалован орденом Святого Владимира 4-й степени с бантом. Вместе с тем он был назначен адъютантом к генералу Клюки-фон-Клюгенау, который, оценив способности Евдокимова, впоследствии подружился с ним и переводил его с собой на новые места служения: в 1838 году — в Ахалцыхскую провинцию и в 1839 году — в Дагестан. Евдокимов всюду выказал себя незаменимым сотрудником, благодаря отличному знанию и опытности по строевой и военно-хозяйственной части, а также и близкому знакомству с горцами.
В 1840 году Евдокимов, произведённый за отличие в капитаны, принимал участие в летней экспедиции генерала Галафеева в Чечню и находился в кровопролитном бою на реке Валерик. В том же году Евдокимов участвовал и в решительных действиях генерала Клюки-фон-Клюгенау против Шамиля, завершившихся разгромом сил его под Гимрами. В начале 1841 года майор Евдокимов был назначен Койсубулинским приставом, на обязанности которого лежало управление горскими обществами. В 1842 году Шамиль пытался возмутить округу, но Евдокимов с ничтожными силами овладел мятежными аулами Харачи и Унцукуль. Генерал-лейтенант Фези не находил слов благодарить Евдокимова, «совершившего этот блистательный подвиг с решительностью, отважностью и пламенным усердием, которыми он всегда отличался». В Унцукуле, однако, Евдокимов едва не погиб. Прибыв туда всего лишь с ротой Апшеронского полка, он приказал собраться старикам и старшинам. Во время переговоров к Евдокимову сзади подкрался фанатик-горец и кинжалом нанёс ему рану в спину; кинжал прошёл насквозь, чудом не задев сердца. Евдокимов, не растерявшись, выхватил шашку, быстро обернулся и одним ударом разрубил горца наискось, от плеча до середины груди. Происшествие это произвело на горцев потрясающее впечатление. Старшины подхватили падавшего замертво Евдокимова и бережно отнесли его в ближайшую саклю. Тут-то и сказалось искреннее отношение горцев к своему приставу. Видя, что ротный фельдшер не знает, как приступить к подаче помощи, горцы приняли заботы о раненом на себя. Они разыскали местного искусного хакима (врача), издалека привезли его и поручили выходить Евдокимова, который очнулся лишь на третий день после ранения. Благодаря заботливому уходу и своей богатырской натуре, Евдокимов через два месяца уже отправился в новую экспедицию.
За оказанные подвиги Евдокимов был произведён в подполковники и награждён орденом Святого Георгия 4-й степени. В мае 1842 года он участвовал в известной по печальному исходу экспедиции генерала Граббе в Ичкерию; получив в конце года в командование отряд на Нижне-Сулакской линии, принял с ним в 1843 году участие в Аварской экспедиции генерала Клюки-фон-Клюгенау и, возвратившись на реку Сулак, зорко охранял единственный путь сообщения с Россией при невероятно трудных условиях. Присоединенный в конце 1843 года со своим отрядом к войскам генерала Фрейтага, Евдокимов участвовал в отражении полчищ Шамиля от укрепления Низового, в освобождении укреплений Миатлинского и Темир-Хан-Шуры. Смелые экспедиции обратили на Евдокимова внимание императора Николая I, и он был произведён в полковники и награждён орденом Святого Станислава 2-й степени.
В 1844 году Евдокимов неоднократно участвовал в Дагестанских экспедициях генерала Лидерса, действуя иногда вполне самостоятельно, как, например, при рекогносцировке на с. Кодор, где он обнаружил 3-тысячное скопище горцев и искусно от них отбился. В конце июня 1844 года Евдокимов был назначен командиром Волгского казачьего полка Терского войска. Помимо прямых обязанностей по командованию полком, Евдокимов исполнял ряд административных поручений по охране края, по усовершенствованию охраны Кисловодской кордонной линии, по устройству наблюдательной линии по реке Сулак и другие работы. С назначением Евдокимова в начале 1846 года командиром Дагестанского пехотного полка, который он сам же формировал, вновь наступил для него период выдающейся боевой деятельности. В 1846 году он участвует с полком в экспедициях генерала Бебутова, завершившихся разгромами Шамиля при ауле Кутиши. В 1847—1848 годах Евдокимов в составе отряда князя Воронцова принял участие в овладении Гергебилем и Салтами и был награждён орденом Святого Владимира 3-й степени. 6 (18) июля 1848 года произведён в генерал-майоры. В 1849 году назначен сперва командиром 1-й бригады 20-й пехотной дивизии, в 1850 году — 2-й бригады 19-й пехотной дивизии, и ему же было вверено начальствование над правым флангом Кавказской линии на протяжении до 600 вёрст.
Главной задачей Евдокимова было поставлено бдительное охранение линии и обеспечение наших поселений, но в действительности это было, по его выражению, «бремя защиты слабой страны со слабыми силами». Евдокимову предстояло оборонять огромную дистанцию 12-ю казачьими полками, из которых 4 были рассыпаны на внутренних постах и по почтовому тракту, да 8 батальонами пехоты, большая часть которой была разбросана гарнизонами по укреплениям и станицам. С неимоверным трудом и с опасностью допустить прорыв Евдокимов имел возможность в лучшем случае сосредоточить 10—12 рот пехоты и до 2 тысяч конницы. Противник же его, Мухамед-Эмин, «второй Шамиль», имел возможность бросить на любой пункт линии 6—7 тысяч. Ряд экспедиций, предпринятых Евдокимовым в 1850 году, выяснил, что необходимо наши передовые укрепления перенести с реки Лаба на реку Белая и начать систематическое стеснение закубанских горцев. Упорным трудом в течение 5 лет Евдокимов положил прочное основание к покорению Западного Кавказа. Сознавая недостаточность своего образования, Евдокимов в генеральском чине с увлечением занялся изучением военных наук. Здоровый и положительный ум и огромный опыт давали ему полную возможность разбираться критически в сложных вопросах и, как свидетельствуют современники, вести интересные научные беседы. Евдокимов в 1854 году составил записку «О предположениях, полезных для исполнения на правом фланге Кавказской линии», в которой изложил основания прочного покорения враждебного края.
До 1855 года деятельность Евдокимова ограничивалась лишь экспедициями. 27 ноября 1855 года состоялось назначение Евдокимова командиром 20-й пехотной дивизии и начальником левого фланга Кавказской линии. Прибыв в начале 1856 года на главный театр военных действий, он в два с половиной года покорил Большую, Малую и Нагорную Чечню, взял Ведено, загнал Шамиля в Гуниб и закончил войну на Восточном Кавказе, принудив Шамиля сдаться. Чин генерал-лейтенанта (26 августа (7 сентября) 1856 года), звание генерал-адъютанта (6 (18) августа 1859 года) и графский титул (17 (29) апреля 1859 года) — вот ряд боевых наград, которыми были удостоены подвиги Евдокимова. Среди главнейших его наград был орден Святого Георгия 3-й степени № 503, полученный 17 апреля 1859 года.
В то время как на Восточном Кавказе всё было покончено, на Западном результаты предвещали лишь отдалённую развязку. Князь Барятинский, считая неотложным предпринять решительные действия, передал это дело в руки Евдокимова, назначив его в 1860 года командующим войск в Кубанской области, в 1862 году Евдокимов стал начальником этой области. Прибыв в край, Евдокимов объявил войскам, что экспедиции будут продолжаться непрерывно. Не допуская и в мыслях слабости, Евдокимов высказал:
Первая филантропия — своим; горцам же я считаю вправе предоставить лишь то, что останется на их долю после удовлетворения последнего из русских интересов.
Евдокимов считал переселение горцев в Турцию в сложившихся условиях полезным как для горцев, не желающих принимать русское подданство, так и для России, получившей возможность свободно развивать русскую колонизацию в предгорьях западной части Кавказа.
С чрезвычайной энергией Евдокимов принялся за дело. Испытанная на Восточном Кавказе система движения вглубь страны, прокладывая дороги, вырубая просеки и т. д., вплоть до выселения горцев на плоскость или в Турцию, а также одновременное водворение русских, надёжно обеспечивали успех. Наступление в 1860 году встретило сильное сопротивление со стороны шапсугов, а другие племена или встречали наши войска относительно дружелюбно (натухайцы), или пытались вступать в переговоры (абадзехи). К концу 1860 года Евдокимов покончил с шапсугами, оттеснив их за главный хребет к берегу моря.
Весной 1861 года Лабинская линия была уже перенесена на реку Фарс, причем различные мелкие народы (темиргои, бесленеи, тамовцы и другие) или были уничтожены, или бежали в Турцию. Встревоженные успехами воинственные абадзехи попытались в сентябре вступить в переговоры, но потерпели неудачу, так как Евдокимов категорически высказал депутатам, что требует не мирного соседства, а безусловной покорности и переселения в назначенные места, причем дал месячный срок на принятие решения. Абадзехи взялись за оружие. Евдокимов, непрерывно устраивая кордонную линию по реке Фарс, в феврале 1862 года перешёл в наступление и к концу марта успел очистить пространство между pеками Белая и Лаба, а в мае перенёс передовую линию на реку Белая. Теперь предстояло перенести военные действия в горы, чтобы оттеснить непокорных горцев и прижать их к берегу моря. Организовав наступление несколькими отрядами и оставив часть войск для прикрытия переселенцев, Евдокимов лично принял активное участие в операциях. Руководя действиями отрядов (Адагумского, Даховского, Пшехинского и Шапсугского), он неуклонно приводил в исполнение свой план и к весне 1863 года овладел значительной территорией, на которой и было водворено до 4 тысяч казачьих семейств в 24 новых станицах. В течение лета передовая линия была продвинута на pp. Пшех и Курджипс, а затем покончено и с абадзехами.
К концу 1863 года вся Кубанская область была покорена, и для окончательного овладения Западным Кавказом оставалось смирить племена убыхов, джигетов и шапсугов, стесненных в узком пространстве между крутыми склонами главного Кавказского хребта и Чёрным морем, Абхазией и течением Пшады. Успешные действия войск в феврале — марте 1864 года вызвали панику среди ещё не покорённых горцев. 21 мая 1864 года все 5 колонн соединились при урочище Кбаадэ, откуда кавказский наместник и главнокомандующий Кавказской армией великий князь Михаил Николаевич отправил императору Александру II историческую телеграмму:
Имею счастие поздравить Ваше Величество с окончанием славной Кавказской войны, отныне не остается более ни одного не покорённого племени.
Последними боевыми наградами Евдокимова, покорившего и Западный Кавказ, были чин генерала от инфантерии (19 февраля (2 марта) 1864 года) и орден Святого Георгия 2-й степени № 100 (15 (27) июня 1864 года)
За покорение Западного Кавказа.
Почётной наградой Евдокимову было также назначение 1 (13) ноября 1864 года шефом Дагестанского пехотного полка.
Быстрое выдвижение Евдокимова создало ему немало врагов и завистников и послужило причиной, что в печати о нём появились разноречивые суждения: одни скептически относились к его достоинствам, другие, наоборот, признавали в нём замечательного военного деятеля и человека, а третьи распускали неблагоприятные для Евдокимова слухи, обвиняя его в злоупотреблениях. Но нельзя не указать на отзыв об Евдокимове князя А. И. Барятинского, который однажды хулителям Евдокимова высказал следующее:
Вы говорите, что он свободно относится к казённому интересу. Пусть будет так… Но какой ущерб он мог нанести казне? Ну, пусть будет полмиллиона, миллион, даже 2 миллиона. Ну, что значат даже 2 миллиона для такого государства, как Россия? А он мне Кавказ завоюет, и Россия сохранит этим сотни миллионов рублей и десятки тысяч жизней русских людей.
В год завершения Кавказской войны Евдокимов решил завершить и свою службу. Ему исполнилось 60 лет, из них 43 года были отданы армии. Он уходил в отставку в год своего триумфа. Показывая друзьям толстый том грамоты, Николай Иванович говорил:
Стало быть, пора и на покой. М-да, нелегко жизнь прожить, а ещё труднее завершить её достойно. Вот, графский титул получил. А ещё 18 ран имею. Как говаривал светлейший князь Потёмкин: «Всё наше, и рыло в крови!».
 С просьбой об увольнении из армии Евдокимов осенью 1864 года отправился в Петербург к государю императору. В знак уважения к заслугам Евдокимова ему было предложено командование военным округом, но он отказался и выразил желание провести остаток жизни вне военных дел. 6 (18) января 1865 уволен с военной службы.

### Послевоенные годы
После отставки Евдокимову было назначено содержание: пенсия — 10 тысяч рублей, жалование пожизненное — 8 тысяч рублей и два с половиной надела земли — один под Анапой, другой близ Пятигорска. Именно Пятигорск Евдокимов выбирает для места жительства.
Поселился граф Евдокимов в своем пятигорском доме с супругой и дочерью. Жили Евдокимовы скромно, иногда посещали местных и приезжих знакомых. В своём доме приёмы делали редко. Сам граф почти все время находился в своем хуторе близ Железноводска, где ему было отведено 90,7 десятин земли. Он активно занялся устройством своего имения. Был построен просторный каменный дом. У дома появилось два пруда из минеральной воды, рядом — фруктовый сад и виноградник (лозы привозили из Крыма и Кахетии). Как большой любитель лошадей и хороший наездник завел Евдокимов свой конный табун, который насчитывал около тысячи голов лошадей. Была достойна восхищения и его двухэтажная водяная мельница на реке Кума, и его винокуренный завод, который обошёлся хозяину в 70 тысяч рублей.
Граф увлекся, не соизмерил планы с доходами и денег стало не хватать. Зная свою неопытность в хозяйственных делах, он положился на специалистов, которых нанял, но они лишь ускорили разорение его хозяйства. Чтобы расплатиться с долгами второе имение у моря пришлось продать. Так «вне военных дел» прошли последние годы жизни графа Евдокимова. Он скончался 22 мая (3 июня) 1873 года.

### Личная жизнь
Супруга Александра Александровна Федосеева была бездетна, но боевой генерал наследницу после себя оставил. Дочь Евдокимова Анна родилась у родной сестры его супруги — Анны Александровны. Долгое время никто не знал, что шустрая и подвижная племянница генерала на самом деле приходится ему дочерью. К удивлению Николая Ивановича, после того, как тайна раскрылась, осуждать его никто не стал, хотя иметь дочь от близкой родственницы, как ни крути, грех немалый. Но Евдокимова уважали, и потому на сей факт большинство знакомых смотрело философски: «Не судите, да не судимы будете».

### Похороны
Евдокимов был погрёбен с воинскими почестями у кафедрального Спасского собора, в центре Пятигорска, у начала городского бульвара. Могила была отмечена прекрасным памятником. Старинная журнальная гравюра сохранила его изображение. Выполнен был памятник из серого кавказского гранита в форме часовни. Внутри него на восточной стороне в золоченой раме — образ Спасителя, перед которым горела неугасающая лампада, а на гранитной тумбе стоял погрудный бюст покойного. Современники вспоминали, что всё это было выполнено весьма художественно. «Памятник хорош по духу смирения и по обычаям православной веры», — заверяли они.
В июне 1873 года в Пятигорск прибыл Великий князь Михаил Николаевич по случаю смотра войск. На следующий день после приезда Великий князь отслужил панихиду на могиле Евдокимова, на которой присутствовали все генералы и военачальники, съехавшиеся на смотр.
Через год после кончины графа во всех народных календарях России, в числе скончавшихся замечательных русских людей, за май появилось новое имя: «Евдокимов Н. И., граф, 1804—1873, покоритель Кавказа».
В 1878 году на могиле Евдокимова были установлены мраморные пьедестал и бюст работы известного петербургского скульптора Н. А. Лаверецкого (после уничтожения собора в 1935 году памятник находится в экспозиции пятигорского краеведческого музея).

## Награды
Российские:
- Орден Святой Анны 3-й степени с бантом (1831)
- Орден Святого Владимира 4-й степени с бантом (26.09.1835)
- Орден Святого Станислава 2-й степени (27.03.1843)
- Орден Святого Георгия 4-й степени (16.09.1843)
- Императорская корона к ордену Святого Станислава 2-й степени (06.09.1844)
- Золотая полусабля с надписью «За храбрость» (22.11.1844)
- Знак отличия беспорочной службы за XV лет (1845)
- Орден Святого Владимира 3-й степени (17.10.1847)
- Орден Святого Станислава 1-й степени (23.10.1851)
- Орден Святой Анны 1-й степени (1852)
- Императорская корона к ордену Святой Анны 1-й степени (1855)
- Золотая шпага с надписью «За храбрость», украшенная алмазами (1857)
- Орден Белого орла с мечами (1858)
- Орден Святого Александра Невского с мечами (13.09.1858)
- Знак отличия беспорочной службы за XXX лет (1858)
- Орден Святого Георгия 3-й степени (17.04.1859)
- Алмазные знаки к ордену Святого Александра Невского (1863)
- Орден Святого Георгия 2-й степени (15.06.1864)
- Крест «За службу на Кавказе» (1864)
- Орден Святого Владимира 1-й степени (26.11.1871)

Иностранные:
- Баденский орден Церингенского льва 1-й степени (1861)
- Прусский орден Красного орла 1-й степени с мечами (1863)

## Память
- 2 (14) января 1865 в здании городской думы Ставрополя, в честь Евдокимова был дан прощальный обед, на котором присутствовало около 400 генералов и офицеров и тысяча нижних чинов.
- После Евдокимова остался архив, состоящий из официальных документов и из частных бумаг и записок. Архив этот в 1888 году поступил в распоряжение редакции журнала «Русская старина», в котором частью и печатался в различные годы (1888. Т. LVII. № 4 и 10; 1889. № 3, 5, 6, 7, 8 и 11; 1890. № 2).
- В 1935 году Спасский собор в Пятигорске и усыпальница генерала были разрушены. Мраморный бюст Евдокимова и две жалованные грамоты Евдокимову и Доливо-Добровольским о возведении их в графское достоинство, подписанные императором Александром II были переданы в краеведческий музей Пятигорска и сохранились до наших дней.
- В 2013 году у восстановленного кафедрального Спасского собора была установлена памятная доска на месте усыпальницы генерала Евдокимова[5].
- В июне 2014 в Пятигорском краеведческом музее прошла выставка «Он завершил войну на Кавказе», посвященная 210-летию со дня рождения генерала[5].

### Критические оценки
Некоторые зарубежные авторы возлагают на Евдокимова ответственность за этнические чистки мирного черкесского населения